# BGFIBank
BGFIBank Groupe S.A. is een Afrikaanse bank en algemene financiële dienstverlener met hoofdkantoor in Gabon. De groep heeft dochterondernemingen in een tiental landen, waaronder Gabon, Benin, Democratische Republiek Congo, Republiek Congo, Equatoriaal-Guinea, Madagaskar, Ivoorkust en Frankrijk.
BGFIBank is een groot financieel dienstenconglomeraat in Centraal-, West- en Oost-Afrika. De aangesloten instellingen dienen zowel individuen als bedrijven, met de nadruk op het midden- en kleinbedrijf (MKB/KMO). Eind 2010 bedroegen de activa van de Groep meer dan € 3,7 miljard, en werd BGFIBank op basis van haar activa als de grootste bankgroep in Centraal-Afrika beschouwd.
Eind 2020 rapporteerde de groep een balanstotaal van 5,361 miljard euro, met een nettowinst van 67 miljoen euro.

## Geschiedenis
In 1971 begon de groep met één instelling in Gabon, de Banque de Paris et des Pays-Bas au Gabon. Die eerste bank was een joint venture tussen verschillende particuliere Gabonese investeerders, BNP Paribas en Nederland.
In 1996 trekt Paribas zich terug uit het kapitaal, en wordt het Banque Gabonaise et Française Internationale (BGFI). In 1999 erft de bank de kantoren en klanten van de Banque Française Intercontinentale (Fiba), tot dan grotendeels in handen van de Gabonese presidentsfamilie van Omar Bongo, en door Elf Aquitaine gebruikt voor betalingen van oliecommissies. Via de bank werden ook wapentrafikanten en tussenpersonen betaald. In 2000 werd de bank omgedoopt tot BGFIBank S.A.. De jaren nadien voerde de groep een actief expansiebeleid door dochterondernemingen te openen in de Republiek Congo (Brazzaville) in 2000, Equatoriaal-Guinea in 2001, Frankrijk in 2007, en in Madagascar, Benin en de DRC Congo (Kinshasa) in 2010. In diezelfde jaren werd een hele reeks niet-bancaire financiële dochterondernemingen opgericht, waarvan de meeste in Gabon zijn gevestigd.

## Dochterondernemingen
BGFIBank heeft dochterondernemingen in een tiental landen.

### Gevestigd in Gabon
- BGFIBank Gabon
- LOXIA
- Finatra
- Assinco
- BGFICapital / BGFIBourse

### CEMAC
- BGFIBank Congo
- BGFIBank Kameroen
- BGFIBank DRC
- BGFIBank Equatoriaal-Guinea
- BGFIBank São Tomé en Principe

### UEMOA& Europa & Indische Oceaan
- BGFIBank Ivoorkust
- BGFIBank Senegal
- BGFIBank Madagaskar
- BGFIBank Benin
- BGFIBank Europa

### Gedeelde servicecentra
- Hedenia
- BGFIBank Foundation
- BBS (BGFI Business School)
- BGFI-services